# EC 1.11
La EC 1.11 è una sottoclasse della classificazione EC relativa agli enzimi. Si tratta di una sottoclasse delle ossidoreduttasi che include enzimi che utilizzano donatori di elettroni di tipo perossidico.

## Sotto-sottoclassi
Esiste una sola sotto-sottoclasse:
- EC 1.11.1: perossidasi.